# La saga de Gösta Berling

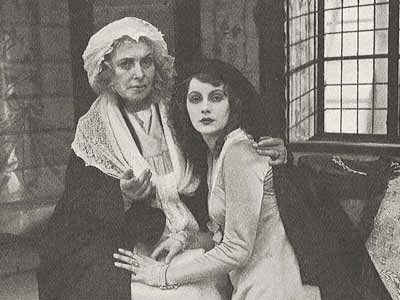
Gerda Lundequist y Greta Garbo en una escena de la película

La saga de Gösta Berling (en sueco: Gösta Berlings saga) es una película sueca de drama romántico de 1924 dirigida por Mauritz Stiller y protagonizada por Lars Hanson, Gerda Lundequist y Greta Garbo. Se basa en La leyenda de Gösta Berling de 1891, la primera novela de la autora sueca ganadora del Premio Nobel Selma Lagerlöf.

## Sinopsis
Gösta Berling, un vicario luterano, es echado por su estilo de vida inapropiado. Entonces, entretiene a una dama rica que a cambio lo apoya. Después de una variedad de aventuras, se encuentra con Elizabeth Dohna, una exduquesa, y comienzan una nueva vida juntos.

## Reparto
- Lars Hanson como Gösta Berling;
- Greta Garbo como Elizabeth Dohna;
- Sven Scholander como Sintram;
- Gerda Lundequist como Margaretha Samzelius;
- Ellen Hartman-Cederström como Märtha Dohna;
- Mona Mårtenson como Ebba Dohna;
- Torsten Hammarén como Henrik Dohna;
- Jenny Hasselqvist como Marianne Sinclaire;
- Sixten Malmerfelt como Melchior Sinclaire;
- Karin Swanström como Gustafva Sinclaire;
- Oscar Byström como el patrón Julius;
- Hugo Rönnblad como Beerencreutz;
- Knut Lambert como Örneclou;
- Svend Kornbeck como Christian Bergh;
- Otto Elg-Lundberg como Samzelius.

## Lanzamiento y restauración
La película se estrenó originalmente en dos partes en Suecia, Gösta Berlings saga del I el 10 de marzo de 1924 y Gösta Berlings saga del II siete días después. La versión de dos partes también se lanzó en Finlandia y Noruega, pero para el resto del mundo se hizo una versión de exportación más corta de una parte.
En 1927 se volvió a montar la película, reduciendo casi a la mitad su duración. Esta fue la única versión que se archivó. En 1933 se estrenó una versión sonora en los cines de Estocolmo, sin los intertítulos, junto con ediciones adicionales y algunos reordenamientos de las escenas. La mayor parte del material faltante se descubrió 20 años después y se estrenó en los cines una versión restaurada con nuevos intertítulos. El Instituto Sueco del Cine agregó fragmentos recién encontrados a lo largo de los años, pero a partir de la restauración de 1975 faltaban unos 450 metros de película del corte original.
En febrero de 2018, se anunció la finalización de una nueva restauración integral. La versión de 2018 es 16 minutos más larga que la restauración anterior y acerca la película a su duración original. También restaura el esquema de tintes de la película por primera vez desde su lanzamiento original.
En 2008, AB Svensk Filmindustri lanzó un DVD en sueco con subtítulos en inglés, francés, portugués, español y alemán. La restauración de 192 minutos se redujo a los 184 minutos, debido a la aceleración del 4% de PAL. Presentaba una partitura de 2005 encargada especialmente por el pianista y compositor de música de cine mudo Matti Bye. La misma versión también fue lanzada en DVD estadounidense en 2006 por Kino International. También se redujo a 184 minutos ya que el DVD NTSC usó la transferencia PAL sin convertir.